# Шанхай Мастерс 2016 (снукер)
Шанха́й Ма́стерс 2016 (англ. Shanghai Masters 2016, также известный как Bank of Communications Shanghai Masters 2016 — от названия спонсора) — профессиональный рейтинговый турнир по снукеру, который проходил с 19 по 25 сентября 2016 года на Шанхайской гранд-сцене, в Шанхае, Китай. Турнир стал десятым розыгрышем Шанхай Мастерс, который был организован в 2007 году. Bank of Communications в шестой раз подряд спонсировал Шанхай Мастерс. Призовой фонд турнира составил £465,200, из которых £85,000 получил победитель.
Турнир включал в себя четыре квалификационных раунда, которые проходили на протяжении четырёх дней с 30 августа по 2 сентября 2016 года на арене Метрадром в Барнсли, Англия, и в которых играли 112 участников (106 профессиональных снукеристов и 6 любителей). 16 победителей последнего квалификационного раунда попали в основную стадию, где к ним присоединились 16 первых отсеянных игроков и 8 обладателей уайлд-кард, которые играли в предыдущем раунде против восьмерых игроков, которые прошли квалификацию. После этого, 32 снукериста играли на выбывание, начиная с 1/16 финала. В уайлд-кард раунде и первых двух раундах основной сетки на Шанхайской гранд-сцене использовались четыре игровых стола, в четвертьфиналах — два, а в полуфиналах и финале — один.
Из восьми обладателей уайлд-кард в 1/16 финала прошёл только 16-летний Юань Сыцзюнь, который разгромил Мартина Гоулда в первом матче с счётом 5:0. Стивен Магуайр из Шотландии сделал максимальный брейк в матче уайлдкард-раунда против Сюя Иченя, за что получил вознаграждение в £2000 за наивысшую серию на турнире и дополнительные £5000 согласно правилам переходного максимума на рейтинговых турнирах. Этот максимум стал третьим в карьере Магуайра, 120-м в истории снукера, вторым — в сезоне, четвёртым — в 2016 году и третьим максимальным брейком на Шанхай Мастерс. Прошлогодний победитель Кайрен Уилсон уступил в первом раунде Майклу Холту с счётом 2:5, а прошлогодний финалист Джадд Трамп проиграл Майклу Уайту в 1/8 финала с счётом 3:5. Лидер мирового рейтинга Марк Селби, который победил на Шанхай Мастерс 2011 года, увеличил свои рекорды по количеству выходов в четвертьфинал (в седьмой раз) и по количеству выходов в полуфинал (в шестой раз) шанхайского турнира, а в полуфинальном матче он обыграл второй номер рейтинга Стюарта Бингема, который в третий раз подряд дошёл до полуфинала этого соревнования, с счётом 6:5 и вышел во второй финал Шанхай Мастерс. Вторым финалистом стал победитель Шанхай Мастерс 2013 года Дин Цзюньхуэй, который в четвёртый раз подряд дошёл до четвертьфинальной стадии соревнования в Шанхае и победил в полуфинале Стивена Магуайра с счётом 6:3. Таким образом, финал стал повторением последнего финального поединка чемпионата мира, где Селби победил Дина с счётом 18:14.
Первым двукратным победителем турнира стал Дин Цзюньхуэй, который обыграл на своём пути к титулу Скотта Дональдсона (5:4), Марка Аллена (5:2), Майкла Холта в четвертьфинале (5:3), Стивена Магуайра из Шотландии в полуфинальном матче (6:3) и чемпиона мира Марка Селби в финальном поединке (10:6). Таким образом, 29-летний китаец выиграл свой 12-й рейтинговый титул, второй снукерный турнир подряд (после победы на чемпионате мира по снукеру с шестью красными шарами в начале сентября) и первый рейтинговый титул за два с половиной года (после победы на открытом чемпионате Китая 2014 года). Кроме того, эта победа поспособствовала его подъёму в рейтинге на 3 позиции — с девятой на шестую.

## Турнир
Шанхай Мастерс 2016 года стал десятым розыгрышем Шанхай Мастерс (англ. Shanghai Masters), который проходит ежегодно с 2007 года на Шанхайской гранд-сцене, в Шанхае, Китай.
Шанхай Мастерс 2016 проходил под эгидой всемирной ассоциации профессионального бильярда и снукера (англ. World Professional Billiards and Snooker Association) и входил в календарь мэйн-тура, а также был пятым рейтинговым турниром снукерного сезона 2016/2017.
Матчи основной стадии турнира (39 поединков) игрались за четырьмя столами на Шанхайской гранд-сцене в шанхайском районе Сюйхуэй, а квалификация соревнования проходила меньше чем за месяц до этого на арене Метрадром в Барнсли, Англия.